# Plectreurys castanea
Plectreurys castanea är en spindelart som beskrevs av Simon 1893. Plectreurys castanea ingår i släktet Plectreurys och familjen Plectreuridae. Inga underarter finns listade i Catalogue of Life.